# سد تلدو
سد تلدو سد سطحي في مدينة تلدو التابعة لمحافظة حمص في سوريا يقع على بعد 2كم إلى الجنوب من تلدو ويحجز مياه عدد من السيول القادمة من السفوح الشرقية لجبل الحلو.
طول السد 1769م وطاقته التخزينية 15.5 مليون م3 من الماء , يستفاد منه في ري أراضي سهل الحولة الزراعية التابعة لمدينة تلدو ومدينة كفرلاها وتل ذهب , الفائض من المياه يذهب إلى سد الرستن , المنطقة المحيطة بالسد وبحيرة السد مزروعة بالأشجار الحراجية على مساحة 4هـ ، بينها أشجار السرو والكافور (الكينا) والصنوبر , وتربى في بحبرة السد أسماك الكارب , كما يوجد على جانب ضفته الشرقية مطعم الأرياف ذو الاطلالة الرائعة .